# Hòa bình trong danh dự
"Hòa bình trong danh dự" (tiếng Anh: Peace with Honor) là cụm từ được Tổng thống Mỹ Richard Nixon sử dụng trong bài phát biểu ngày 23 tháng 1 năm 1973 để mô tả Hiệp định Hòa bình Paris nhằm chấm dứt chiến tranh Việt Nam. Cụm từ này là một biến thể của lời hứa khi tranh cử mà Nixon đưa ra năm 1968: "Tôi cam kết với quý vị rằng chúng ta sẽ có một kết thúc vinh quang cho cuộc chiến ở Việt Nam". Hiệp định quy định rằng lệnh ngừng bắn sẽ diễn ra bốn ngày sau đó. Theo kế hoạch này, trong vòng 60 ngày kể từ ngày ngừng bắn, Bắc Việt sẽ thả tất cả tù binh Mỹ và toàn bộ quân đội Mỹ sẽ rút khỏi miền Nam Việt Nam. Ngày 29 tháng 3 năm 1973, người lính Mỹ cuối cùng rời khỏi Việt Nam. Ngày 30 tháng 4 năm 1975, quân đội Bắc Việt chiếm được Sài Gòn.
Gắn liền với cụm từ này là ý tưởng mà Nixon tuyên bố vào năm 1968 có một kế hoạch bí mật nhằm chấm dứt chiến tranh. Nixon chưa bao giờ đưa ra tuyên bố như vậy trong chiến dịch tranh cử của mình, nhưng ông cũng không giải thích làm cách nào để đạt được hòa bình. Do đó, giả định rằng ông có một kế hoạch bí mật đã trở thành niềm tin phổ biến và thường bị hiểu sai thành một câu trích dẫn trực tiếp.

## Sử dụng trước đó
- 49 TCN Cicero "Đợi đến lúc chúng ta biết liệu chúng ta sẽ có hòa bình mà không có danh dự hay chiến tranh với những tai họa của nó, tôi đã nghĩ tốt hơn hết là để họ ở lại nhà tôi tại Formiae và cả những chàng trai và cô gái nữa".[4]
- kh. 1145 Theobald II, Bá tước xứ Champagne "Hòa bình trong danh dự" viết trong một bức thư gửi vua Louis VII của Pháp.[5]
- 1607 William Shakespeare "Rằng nó sẽ có tình hữu nghị qua hòa bình/trong danh dự, như trong chiến tranh".[6]
- 1775 Edmund Burke "Quyền lực vượt trội có thể mang lại hòa bình trong danh dự cùng sự an toàn…  Nhưng sự nhượng bộ của kẻ yếu là sự nhượng bộ của nỗi sợ hãi".[7]
- 1878 Benjamin Disraeli (thủ tướng Anh) "Huân tước Salisbury và tôi đã mang lại hòa bình cho quý vị—nhưng nền hòa bình mà tôi hy vọng với danh dự, có thể làm hài lòng chủ quyền của chúng ta và hướng đến phúc lợi của nước mình".[8] Nói khi trở về từ Hội nghị Berlin. Wags diễn giải điều này là "Hòa bình trong danh dự — và cả Síp nữa".
- 1916 Liên đoàn Doanh nhân Wilson "Wilson và hòa bình trong danh dự hay Hughes với Roosevelt và Chiến tranh?" Một phần trong chiến dịch tái tranh cử của Tổng thống Mỹ Woodrow Wilson.[9]
- 1934 A. A. Milne (nhà văn người Anh) "'Hòa bình trong danh dự' lời vạch trần chiến tranh".
- 1938 Neville Chamberlain (thủ tướng Anh) "Bạn thân mến của tôi, lần thứ hai trong lịch sử của chúng ta, một Thủ tướng Anh đã trở về từ Đức mang theo nền hòa bình trong danh dự. Tôi tin rằng đó là 'hòa bình cho thời đại chúng ta'. Về nhà và ngủ một giấc thật ngon nhé." Nói khi trở về từ Hội nghị Munich.[10]
- 1938 Winston Churchill  chỉ trích sự nhân nhượng của Chamberlain với Hitler, nhận xét rằng: "Ngài được lựa chọn giữa chiến tranh và nhục nhã. Ngài đã chọn sự nhục nhã, và ngài sẽ có chiến tranh".[11]
- 1939 Józef Beck phát biểu tại Hạ viện vào ngày 5 tháng 5 năm 1939 để đáp lại yêu cầu của Hitler về việc sáp nhập Thành phố tự do Danzig vào Đế chế thứ Ba "Chúng tôi ở Ba Lan không biết ý nghĩa của hòa bình bằng mọi giá. Chỉ có một điều trong cuộc sống của con người, dân tộc và quốc gia thì đây là điều vô giá. Đó là niềm vinh dự".[12]